# Sergio Trujillo
Sergio Trujillo (Cali, 1963) è un coreografo colombiano naturalizzato statunitense, noto soprattutto per il suo lavoro nel teatro musical a Broadway.

## Biografia
Sergio Trujillo è nato a Cali, in Colombia, e si è trasferito in Canada con la famiglia all'età di dodici anni. Ha studiato all'Università di Toronto prima di trasferirsi a New York, dove debuttò a Broadway come attore e ballerino nella rivista Jerome Robbins' Broadway (1989). Ad esso seguirono altre apparizioni nei musical Guys and Dolls (1992), Victor/Victoria (1998) e Fosse (1999). Nel 2005 fece il suo debutto a Broadway in veste di coreografo, curando i numeri musicali di All Shook Up, e nello stesso anno coreografò il musical Jersey Boys.
Successivamente curò le coreografie di numerosi altri musical, tra cui Next to Normal (2009), The Addams Family (2010), Summer: The Donna Summer Musical (2017) ed Ain't Too Proud (2019), per cui ha vinto il Tony Award alla miglior coreografia. Nel corso della sua carriera ha coreografato anche dei musical del West End londinese e nel 2015 ha vinto il Laurence Olivier Award per le sue coreografie di Memphis. Trujillo ha lavorato anche nel mondo del melodramma, curando le coreografie de Le nozze di Figaro alla Los Angeles Opera e Salomè alla New York City Opera. 

## Vita privata
Dichiaratamente omosessuale, Sergio Trujillo è impegnato in una relazione con l'attore Jack Noseworthy dal 1990 e nel 2011 la coppia è convolata a nozze. Nel 2018 ha dato il benvenuto a un figlio, Lucas Alejandro Truworthy.